# 华严寺 (韩国)
華嚴寺（：／ Hwaeomsa */?）位于韓國全羅南道求禮郡的智異山國立公園內，是韩国佛教重要寺院。华严寺建于544年三國時代的百济，壬辰倭亂时期被烧毁後，歷時七年重建為現貌。 
华严寺的覺皇殿前石灯、四狮子三层石塔、灵山会挂佛帧被列为大韩民国国宝。

## 图片

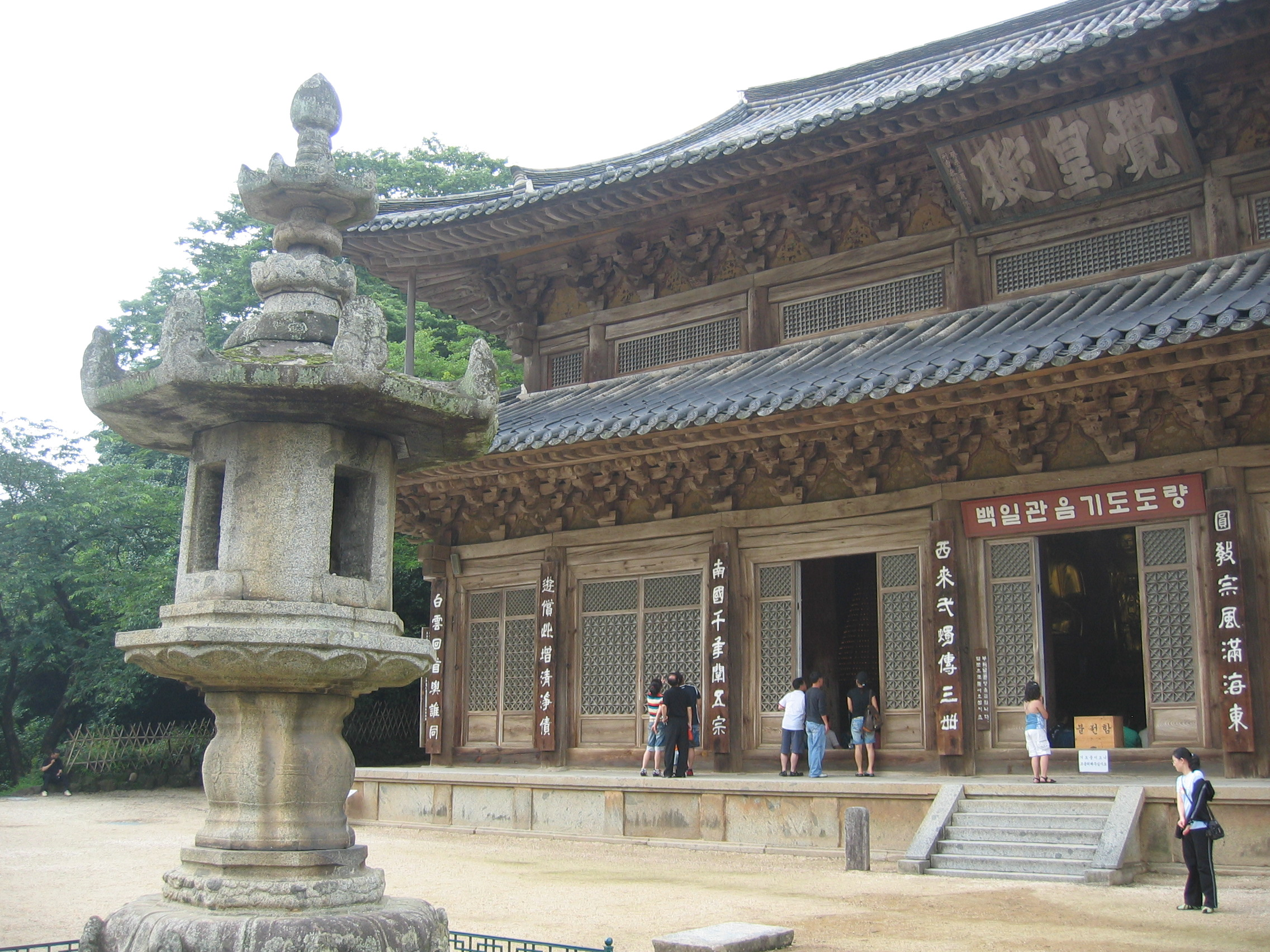
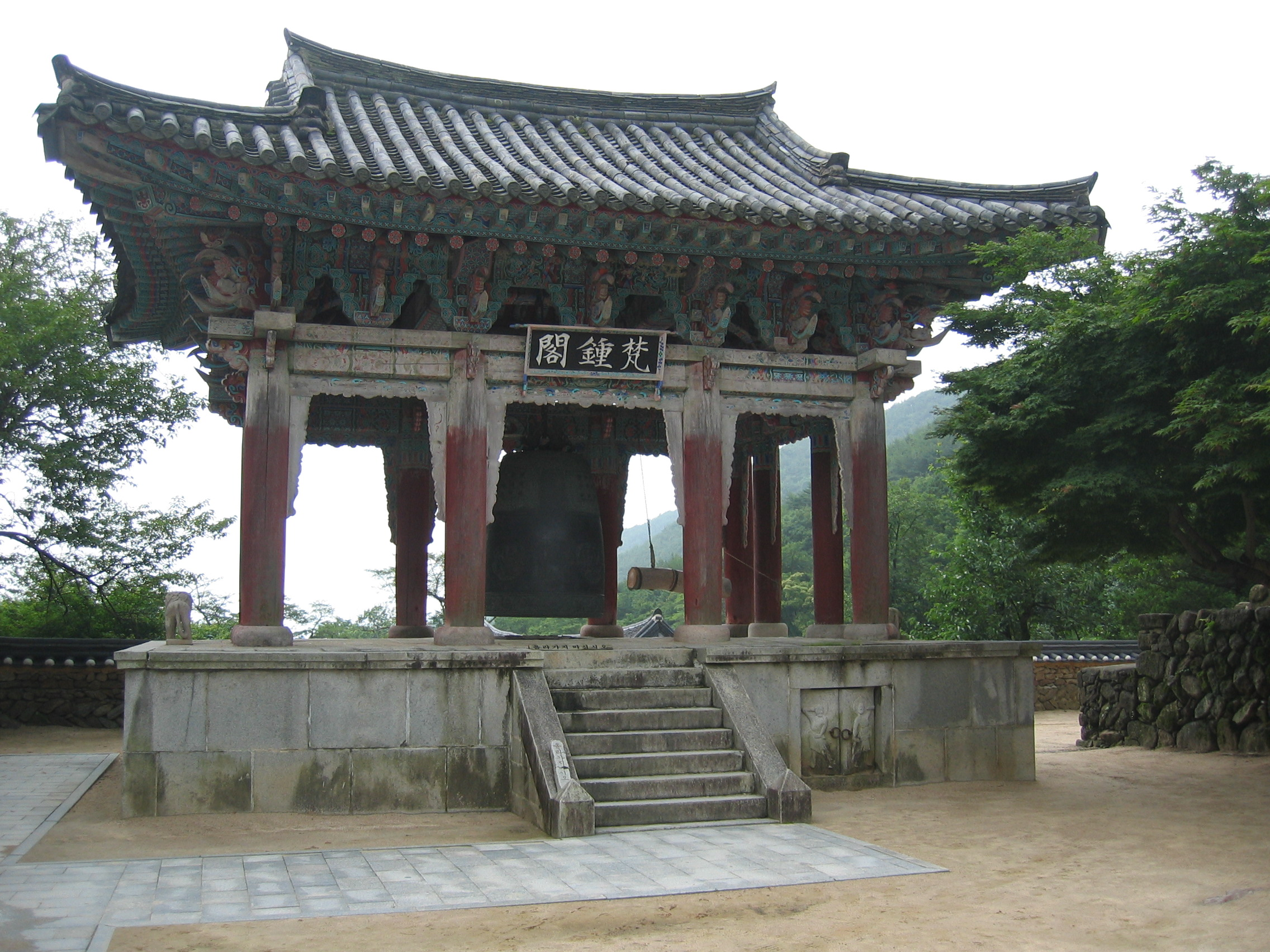
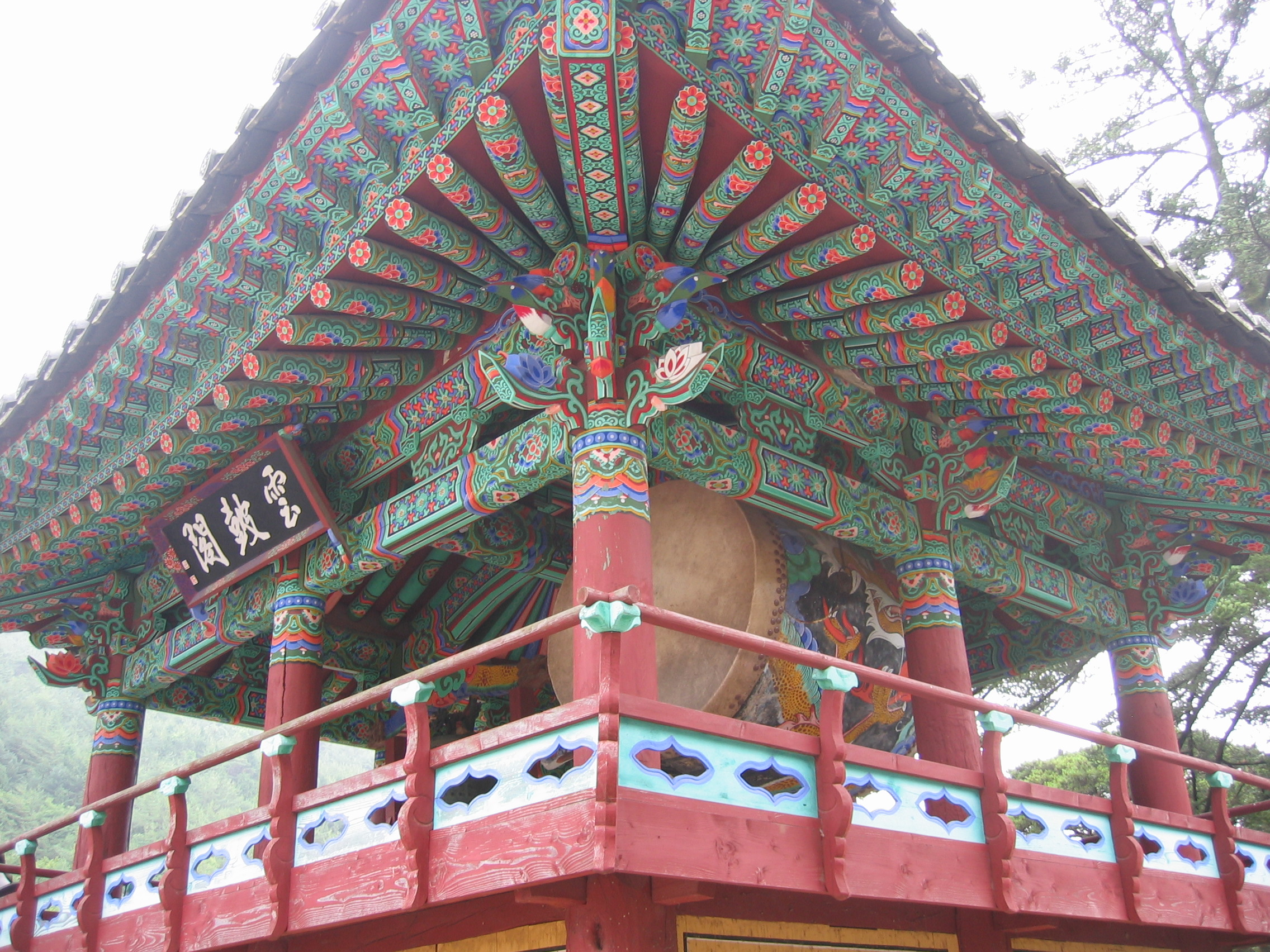
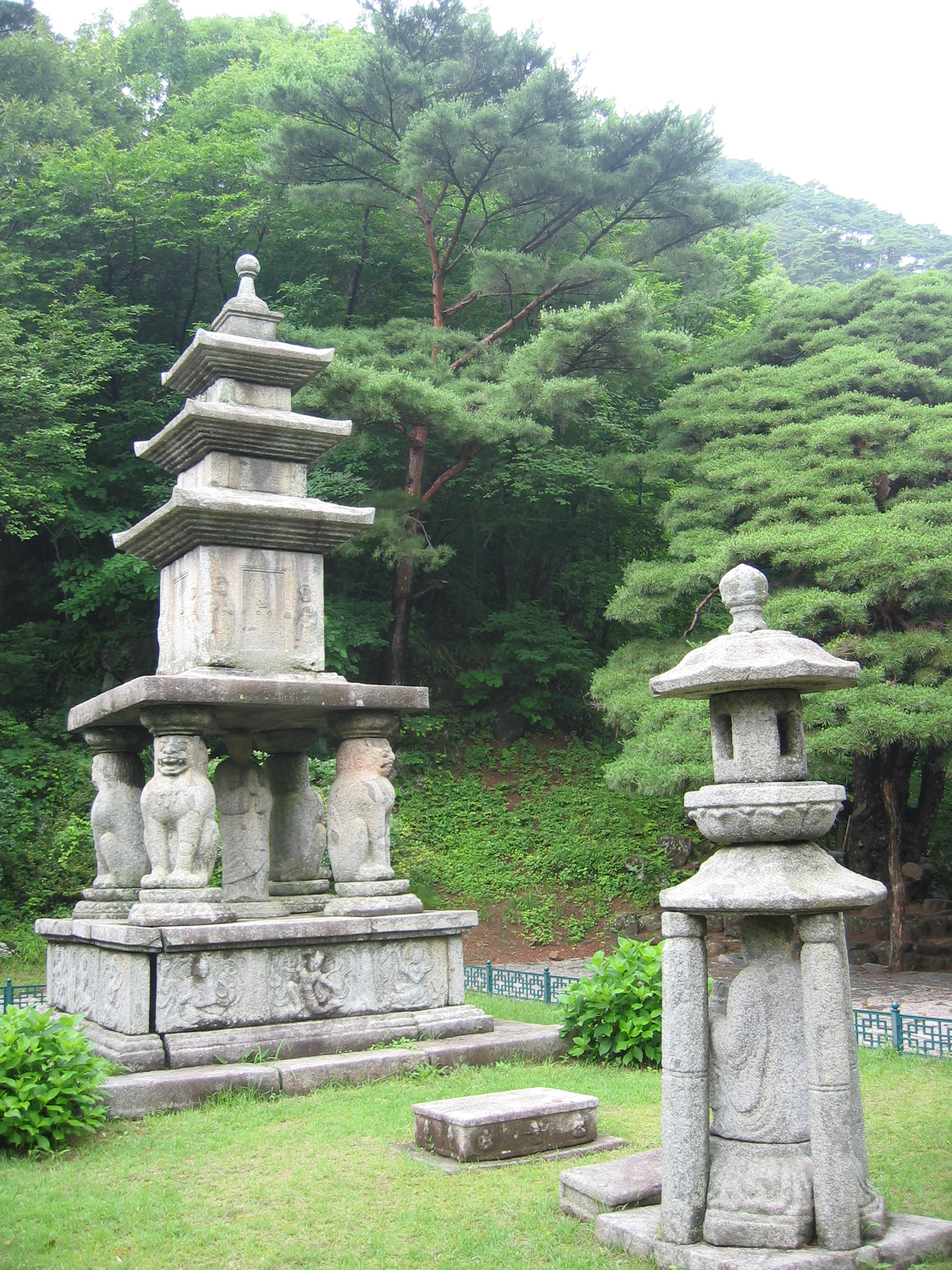